# انتخابات مجلس الشيوخ الأمريكي 2020
انتخابات مجلس الشيوخ الأمريكي 2020 هي واحدة من أقسام انتخابات الولايات المتحدة الأمريكية 2020 التي ستجري في يوم 3 نوفمبر 2020 بجانب الانتخابات الرئاسية وانتخابات مجلس النواب. ستكون المنافسة بين الجمهورين والديمقراطيين على 33 مقعدًا في مجلس الشيوخ الأمريكي بمختلف الولايات، وسيضاف لها المنافسة على مقعد جون ماكين المتوفي ومقعد المستقيل جوني إيزاكسون.
في انتخابات مجلس الشيوخ لعام 2014 (آخر انتخابات مقررة بانتظام لمقاعد مجلس الشيوخ من الدرجة الثانية)، فاز الجمهوريون بتسعة مقاعد من الديمقراطيين واكتسبوا أغلبية في مجلس الشيوخ، ودافعوا عنها بنجاح في عامي 2016 و2018. اعتبارًا من 2019، شغل الجمهوريون 53 مقعدًا في مجلس الشيوخ، وشغل الديمقراطيون 45 مقعدًا، وشغل المستقلين المناصرين للحزب الديمقراطي مقعدين. بما في ذلك الانتخابات الخاصة في أريزونا وجورجيا، دافع الجمهوريون عن 23 مقعدًا في عام 2020، بينما دافع الديمقراطيون عن 12 مقعدًا. ولم يُعد انتخاب أي من المقعدين المستقلين في عام 2020.
كان الديموقراطيون بحاجة إلى الحصول على ثلاثة مقاعد للحصول على الأغلبية عند تنصيب كامالا هاريس كنائب للرئيس في 20 يناير. وعلى الرغم من جهود جمع التبرعات القياسية، كان أداء الديمقراطيين ضعيفًا، وفشلوا في قلب العديد من المقاعد في السباقات التي كانت تعتبر تنافسية، مع مكاسبهم الوحيدة في أريزونا وكولورادو، بينما فقدوا مقعدًا في ألاباما. بسبب قوانين الانتخابات في جورجيا التي تتطلب من المرشحين الفوز بما لا يقل عن 50% من الأصوات في الانتخابات العامة، فإن السباقين في مجلس الشيوخ سيؤجلان إلى انتخابات الإعادة في يناير 2021، والتي ستحدد الحزب الذي يسيطر على المجلس.

## ألاباما
انتُخب الديموقراطي الحالي دوغ جونز في انتخابات خاصة في عام 2017، متغلبًا بفارق ضئيل على المرشح الجمهوري روي مور. يترشح جونز لأول فترة ولاية كاملة له كعضو في مجلس الشيوخ.
هزم تومي توبرفيل، المدير الفني السابق لكرة القدم في جامعة أوبورن، السناتور والنائب العام السابق جيف سيشنز في جولة الإعادة في 14 يوليو لتأمين ترشيح الحزب الجمهوري. شغلت الجلسات المقعد حتى عام 2017 عندما استقال ليشغل منصب المدعي العام في إدارة ترامب.
هُزم في الانتخابات التمهيدية للحزب الجمهوري في 3 مارس 2017 المرشح الجمهوري روي مور والمبشر ستانلي أدير والممثل برادلي بيرن وممثل الولاية أرنولد موني والناشطة المجتمعية روث بيج نيلسون.
ألاباما هي إحدى أكثر الولايات في البلاد ميولًا نحو الحزب الجمهوري، وكان فوز جونز جزئيًا بسبب مزاعم الاعتداء الجنسي ضد مور خلال الانتخابات الخاصة. يتوقع معظم المحللين أن يتحول المقعد إلى سيطرة الحزب الجمهوري إذ يواجه جونز معارضة أقوى بكثير من توبرفيل. على الرغم من بعض استطلاعات الرأي التنافسية، يرى الكثير في المؤسسة الديمقراطية أن مقعد جونز هو قضية خاسرة.

## ألاسكا
انتُخب الجمهوري دان سوليفان عام 2014، متغلبًا على الديموقراطي الحالي مارك بيغيتش. يترشح سوليفان لولاية ثانية.
كان من بين المرشحين الديمقراطيين المحتملين بيغيتش، الذي كان المرشح الديمقراطي لمنصب حاكم ألاسكا في عام 2018، وعمدة مدينة أنكوراج إيثان بيركويتز، الذي كان المرشح الديمقراطي لمنصب حاكم ألاسكا في عام 2010. وتقدم أحد الديمقراطيين، إدغار بلاتشفورد، للترشح في 1 يونيو الذي يمثل نهاية فترة الترشح.
في 2 يوليو 2019، أعلن آل غروس، جراح العظام والصياد، ترشحه كمستقل. في انتخابات أولية مشتركة لحزب ألاسكا الديمقراطي وحزب ألاسكا الليبرتاري وحزب استقلال ألاسكا، فاز بالترشيح كمستقل يدعمه الحزب الديمقراطي.
هزم سوليفان غروس بفارق 20 نقطة.

## أريزونا (انتخابات خاصة)
انتُخب السناتور الجمهوري جون ماكين لولاية سادسة في عام 2016، لكنه توفي خلال توليه مهامه في أغسطس 2018. عين الحاكم الجمهوري دوغ دوسي السناتور السابق جون كيل لشغل المقعد مؤقتًا. بعد تنحي كايل في نهاية العام، عين دوسي النائبة الأمريكية المنتهية ولايتها مارثا مكسالي لتحل محله. تخوض مكسالي الانتخابات الخاصة لعام 2020 لملء العامين المتبقيين من الفترة التشريعية.
فاز رائد الفضاء المتقاعد مارك كيلي بترشيح الحزب الديمقراطي.
كانت ولاية أريزونا، التي كانت ذات يوم ولاية جمهورية قوية، تتجه نحو اللون الأرجواني في السنوات الأخيرة. عُينت مارثا مكسالي الجمهورية الحالية في مقعد الراحل جون ماكين بعد شهرين من خسارتها انتخابات مجلس الشيوخ الأمريكي في ولاية أريزونا لعام 2018 أمام الديمقراطي كيرستن سينيما. نجح خصمها الديمقراطي، رائد الفضاء مارك كيلي (المتزوج من الممثلة السابقة غابرييل غيفوردز)، في جمع المزيد من الأموال بشكل كبير وتقدم عليها بشكل عام بنسبة 5-15 نقطة في استطلاع الرأي. تعاني مكسالي أيضًا من معدلات قبول منخفضة بسبب ولائها القوي لترامب، الذي لا يحظى بشعبية في ولاية أريزونا على الرغم من فوزه بالولاية بفارق 3.5 نقاط في عام 2016.

## أركنساس
انتُخب الجمهوري توم كوتون في عام 2014 بعد أن قضى عامين في مجلس النواب الأمريكي، وهزم السناتور الديمقراطي الحالي مارك بريور بهامش مريح. يسعى كوتون لولاية ثانية.
قدّم جوشوا ماهوني، المدير التنفيذي لمنظمة غير ربحية والمرشح الديمقراطي لعام 2018 للكونغرس في الدائرة الثالثة للكونغرس في أركنساس، لترشيح الحزب الديمقراطي، لكنه انسحب بعد الموعد النهائي للتقديم. لم يتقدم أي ديمقراطيون آخرون خلال الموعد النهائي للتقديم. شارك الناشط التقدمي دان ويتفيلد كمستقل لكنه علق حملته في 1 أكتوبر 2020، بعد فشله في التأهل إلى الاقتراع.
المبشر المسيحي ريكي ديل هارينغتون الابن هو المرشح الليبرتاري.

## كولورادو
انتُخب الجمهوري كوري غاردنر في عام 2014 بعد أن قضى أربع سنوات في مجلس النواب الأمريكي، وهزم بفارق ضئيل الديموقراطي مارك أودال. يسعى غاردنر لولاية ثانية.
حاكم ولاية كولورادو السابق جون هيكنلوبر هو المرشح الديمقراطي ويتقدم عمومًا على غاردنر بفارق 10 إلى 20 نقطة في استطلاعات الرأي، ويعتبره العديد من النقاد بالفعل مرشحًا للفوز. غاردنر هو صاحب المنصب الجمهوري الوحيد على مستوى ولاية كولورادو، وقد اتجهت الولاية ذات اللون الأرجواني باتجاه الديمقراطيين بشكل متزايد منذ فوز غاردنر الباهت عام 2014. يملك غاردنر أيضًا معدلات قبول منخفضة بسبب ولائه القوي للرئيس دونالد ترامب، الذي خسر كولورادو في عام 2016 أمام هيلاري كلينتون بنسبة 4.9%. جمع هيكنلوبر أموالًا أكثر بكثير من غاردنر أيضًا.

## ديلاوير
أعيد انتخاب الديمقراطي كريس كونز عام 2014؛ تولى منصبه لأول مرة بعد فوزه في الانتخابات الخاصة لعام 2010، والتي حدثت بعد استقالة السناتور جو بايدن ليصبح نائب رئيس الولايات المتحدة. واجه تحديًا أساسيًا من المديرة التنفيذية للتكنولوجيا جيسيكا سكاراني. تقدّم الناشط المحافظ لورين ويتزكي والمحامي جيم ديمارتينو لترشيح الحزب الجمهوري.
عقدت الانتخابات التمهيدية في ولاية ديلاوير في 15 سبتمبر 2020.

## المنافسات
- دوغ جونز ضد توبي توبرفيل في ألاباما
- دان سوليفان ضد أل غروس في ألاسكا
- مارثا مكسالي ضد مارك كيلي في أريزونا
- توم كوتون ضد ريكي ديل في أركنساس
- كوري غاردنر ضد جاك هيكنلوبر في كولورادو
- كريس كونس ضد لورين ويتزكه في ديلاوير
- ديفيد بيردو ضد جون أوسوف في جورجيا
- جيم ريش ضد بوليت جوردان في إيداهو
- ديك دوربين ضد مارك كوران في إلينوي
- جوني إيرنست ضد تيريزا غرينفيلد في أيوا
- روجر مارشال ضد بربارة بولير في كنساس
- ميتش ماكونيل ضد إيمي مكغراث في كنتاكي
- سوزان كولنز ضد سارة جدعون في ماين
- إد ماركي ضد كيفن أوكونور في ماساتشوستس
- غاري بيترز ضد جون جيمس في ميشيغان
- تينا سميث ضد جايسون لويس في مينيسوتا
- سيندي هايد سميث ضد مايك إسبي في ميسيسيبي
- ستيف داينس ضد ستيف بولوك في مونتانا
- بين ساز ضد كريس جانيشيك في نبراسكا
- جيني شاهين ضد كوري ميسنر في نيوهامبشير
- كوري بوكر ضد ريك ميهتا في نيوجيرسي
- بين راي لويان ضد مارك رونكيتي في نيومكسيكو
- توم تيليس ضد كال كونينغهام في كارولاينا الشمالية
- جيم إنهوف ضد أبي برويلس في أوكلاهوما
- جيف ميركلي ضد جو راي بيركنس في أوريغون
- جاك ريد ضد ألين ووترز في رود آيلاند
- ليندسي غراهام ضد جايمي هاريسون في كارولاينا الجنوبية
- مايك روندز ضد دان آلرز في داكوتا الجنوبية
- بيل هاجرتي ضد ماركيتا برادشو في تينيسي
- جيم كورنين ضد إم جيه هاجر في تكساس
- مارك وارنر ضد دانييل غيد في فيرجينيا
- شيلي مور كابيتو ضد بولا جين سوارينجن في فيرجينيا الغربية
- سينثيا لوميس ضد ميراف بن ديفيد في وايومنغ